# Cacajao ayresi
Lo uacari di Ayres (Cacajao ayresi Boubli, 2008) è un primate platirrino della famiglia dei Pitecidi, di recentissima scoperta.
La specie venne scoperta in Brasile da un team di ricerca dell'Università di Auckland mentre seguiva dei cacciatori Yanomami sulle loro piste lungo il Rio Aracá, immissario del Rio Negro. In particolare, questi animali vennero scoperti laddove non ci si aspettava di trovare degli uacari, a causa della presenza di numerose specie competitrici per il cibo.
La descrizione della nuova specie venne a breve pubblicata sull'International Journal of Primatology: il nome scientifico della specie è stato scelto in onore del primatologo brasiliano José Márcio Ayres, scomparso nel 2003.
Nonostante la mancanza di studi esaurienti sul numero di esemplari esistenti e sullo stato di salute della popolazione e dell'ecosistema in cui essa si trova, lo scopritore ha suggerito di dare a titolo precauzionale questi animali lo status di vulnerabili per la IUCN, adducendo come motivo il fatto che il loro areale si trovi al di fuori di un'area protetta e la caccia a cui questi animali vengono sottoposti dalle popolazioni locali.